# Эоцен-олигоценовое вымирание
Эоцен-олигоценовое вымирание (также известное в отношении европейской фауны как Великий перелом (фр. «Grande Coupure»)) — значительные изменения в составе морской и наземной флоры и фауны. Началось в конце эпохи эоцена — начале эпохи олигоцена, приблизительно около 33,9 ± 0,1 млн лет назад. Значительно уступало в масштабности пяти крупнейшим массовым вымираниям в истории Земли.

## Флора и фауна
В океанах это вымирание было весьма растянутым во времени и занимало примерно 4 млн лет (конец среднего и поздний эоцен). Согласно ряду оценок суммарное вымирание морских животных составило 3,2 %, что в несколько раз превышает фоновый показатель 0,66 %. Более половины вымирающих семейств в конце эоцена принадлежит фораминиферам и морским ежам. На уровне родов отмечается заметное вымирание (около 15 %) среди морского бентоса. Из отдельных видов можно выделить исчезновение в этот период древних китообразных — Archaeoceti. Наземные представители фауны испытали наибольшее вымирание в два этапа. В Северной Америке млекопитающие испытали наибольшее вымирание в середине олигоцена, в это время исчезли многие примитивные семейства, например, титанотерии, эпоикотерии, пантолестиды и ряд семейств грызунов. В Европе пик вымирания млекопитающих выпал на рубеж эоцена и олигоцена. В научной среде события в Европе носят название «Великий перелом» (фр. «Grande Coupure»): название дано в 1910 году швейцарским палеонтологом Хансом Стелином. Около 33,5 млн лет назад, во время приабонского века, произошло смешение европейских и азиатских видов млекопитающих, сопровождаемое массовым вымиранием европейских эндемичных видов. К вымершим в то время семействам относят: Palaeotheriidae, Anoplotheriidae, Xiphodontidae, Choeropotamidae, Cebochoeridae, Dichobunidae, Amphimerycidae, Pseudosciuridae, Omomyidae, Adapidae, Nyctitheriidae и другие.

## Гипотезы причин вымирания
Существует несколько гипотез, объясняющих причины вымирания:
- Изменение климата при переходе между эоценом и олигоценом. Именно в это время, на границе эоцена и олигоцена, Антарктида начала покрываться ледяным щитом, в других частях Земли климат стал холоднее и суше. В частности, в Северной Америке среднегодовая температура упала на 8 °C. Всё это произошло в короткий по геологическим меркам период — не более 400 тыс. лет[4].

- Извержения супервулканов. Некоторые учёные утверждают, что из 47 известных извержений супервулканов 23 произошли в этот период вымирания. Огромные площади в Северной Америке были покрыты километровыми слоями отложений туфа и пепла. Под супервулканическими извержениями понимаются извержения особого типа, которые происходят из системы радиальных трещин, когда скопление магмы приподнимает целый вулканический район, а не один вулкан[5]. Соответственно, объём выбросов веществ в атмосферу во много раз превышает объёмы выбросов обычных земных вулканов.

- Частичное затенение Земли гипотетическими кольцами Земли. В 1980-х годах была выдвинута гипотеза о существовании в определённый период развития Земли системы колец, схожих с кольцами Юпитера. Дальнейшие исследования возможных колец Земли натолкнули некоторых учёных на мысль о том, что тень, падающая от колец, могла привести к глобальному похолоданию климата, которое в свою очередь вызвало вымирание многих видов морских организмов в позднем эоцене[6][7].

- Столкновение с астероидами. Ранее существовала гипотеза, что резкое изменение климата, повлёкшее вымирание видов, было вызвано последовательным ударом двух метеоритов, упавших в Северной Америке — Чесапик-Бей и Сибири — Попигай[8]. Согласно ей, удары метеоритов могли вызвать резкое понижение температуры, повлёкшее снижение в атмосфере концентрации углекислого газа. Впоследствии было доказано, что изменения климата не были связаны с падением метеоритов[9].